# Bananal (Argentina)
Bananal es una localidad argentina ubicada en el Departamento Ledesma de la Provincia de Jujuy. Se encuentra a orillas del río Piedras que marca el límite con la Provincia de Salta, a 500 m de la Ruta Nacional 34 y a 10 kilómetros de Yuto, localidad de la cual depende administrativamente.

## Población
Según los datos relevados por el Censo de 2010, la localidad contaba con 689 habitantes, mostrando un incremento importante respecto a los 439 habitantes registrados en el 2001.

## Principales actividades
La principal actividad económica del lugar es la agricultura, donde se producen bananas, mandarinas, naranjas y hortalizas. Las casas del lugar suelen tener techos construidos de caña y totora. Cuenta con agua potable, energía eléctrica, una dependencia del Instituto Nacional de Tecnología Agropecuaria y escuelas primaria y secundaria. El agua del río Piedras se aprovecha tanto para riego como para consumo humano. La zona Yuto-Bananal es una de las principales zonas de producción de bananas de la Argentina, con incorporación de tecnología y muy buena capacidad de producción.